# Septima Poinsette Clark
Pour les articles homonymes, voir Clark.
Septima Poinsette Clark (née Septima Poinsette le 3 mai 1898 et morte le 15 décembre 1987) est une pédagogue, universitaire et militante des droits civiques américaine. Septima Clark est connue pour ses ateliers d'alphabétisation, de citoyenneté, d'émancipation pour les Afro-Américains, avec la création en 1957 des citizenship schools / écoles de la citoyenneté. Elle devient une des figures emblématiques de la NAACP. Son travail d'alphabétisation joue un rôle déterminant pour permettre aux afro-américains de s'inscrire sur les listes électorales, ce qui lui vaut d'être reconnue comme la mère du mouvement des droits civiques.

## Biographie

### Jeunesse et formation
Septima Poinsette, née à Charleston, en Caroline du Sud en 1898, est la seconde des huit enfants de Peter Poinsette, un esclave affranchi et cuisinier, et de Victoria Warren Anderson Poinsette, une blanchisseuse. Son père tient son nom de son « maître » quand il était esclave, Joel Poinsett, propriétaire d'une ferme sur la Waccamaw River (en), à proximité de Georgetown en Caroline du sud. Sa mère, d'origine haïtienne, est née libre et impose une éducation stricte à ses filles, voulant faire d'elles des « dames ». Septima Clark et ses sœurs sont cantonnées à la maison pour effectuer des tâches ménagères six jours par semaine et ne disposent que d’une journée pour rendre visite aux amis mais elle se rebelle souvent contre la sévérité de sa mère.  
De son père elle affirme avoir appris la non-violence et de sa mère le courage en toute occasion, qui lui fait dire qu'elle n'eut jamais peur face aux menaces du Ku Klux Klan.    
En 1904, à l'âge de six ans Septima Poinsette entre à l'école Mary Street School. Elle ne fait rien d'autre dans cette école que s'asseoir avec cent autres enfants de six ans, sans rien apprendre. Découvrant ceci, sa mère la retire rapidement de l'école. Une femme âgée en face de chez eux enseigne aux filles, et Septima Poinsette apprend à lire et à écrire avec elle. En raison de sa situation financière précaire, elle surveille les enfants de cette femme tous les matins et les après-midis en échange de ses frais de scolarité. À cette époque, il n'y a pas d'école secondaire à Charleston pour les Noirs. En 1914, une école pour les Noirs est ouverte pour les 6e, 7e et 8e années (~ 11- 14 ans). Après la sixième année, elle passe un test et est acceptée directement en neuvième année à l'Avery Institute (en), le premier lycée destiné aux enfants noirs à Charleston fondé en 1885. Toutes les professeures sont des femmes blanches, que Septima Poinsette admire. En 1914, des enseignantes noires sont embauchées, ce qui suscite de nombreuses controverses dans la ville, auxquelles elle participe par le biais du NAACP.  
Elle obtient son diplôme d'études secondaires en 1916. En raison de contraintes financières, elle ne peut pas aller à l'université tout de suite. Elle passe un examen d'État et commence à travailler comme institutrice à John's Island à l'âge de dix-huit ans. Elle enseigne de 1916 à 1919 à la Promise Land School, puis retourne à Avery de 1919 à 1920. Elle retourne à l'école à temps partiel à Columbia, en Caroline du Sud. 
À l'âge adulte Septima Poinsette Clark suit des cours au Benedict College (en) où elle obtient un Bachelor of Arts (licence) en 1942 puis elle parfait ses études en soutenant avec succès son Master of Arts (mastère 2) au Hampton Institute (devenu l'université de Hampton) en 1946,.  
Septima Poinsette Clark se souvient des différences flagrantes qui existent entre l'école réservée aux personnes noires où elle enseigne et l'école réservée aux blanches de l'autre côté de sa rue. Son école compte 132 élèves et deux enseignantes. En tant que directrice d’école, elle gagne 35 $ par semaine, tandis que l’autre enseignante en gagne 25. En parallèle, l’école blanche de l’autre côté de la rue n’a que trois élèves et le professeur qui y travaille reçoit 85 $ par semaine. Ce sont ces expériences personnelles avec ce type d'inégalités qui conduisent Septima Poinsette Clark à devenir une partisane active de l'égalisation des salaires du personnel enseignant. En 1919, son engagement pour l'égalisation des salaires la pousse à entrer dans le mouvement pour les droits civiques. Dans une interview avec Robert Penn Warren pour le livre Who Speaks for the Negro?, elle explique comment ses expériences à l'école, le fait de grandir dans une ville raciste telle que Charleston, et sa pratique d’enseignement dans les bidonvilles, l’ont incitée à vouloir travailler en faveur des droits civiques.

### NAACP: National Association for the Advancement of Coloured
Septima Poinsette entend parler de la National Association for the Advancement of Coloured People (Association nationale pour la promotion des gens de couleur) pour la première fois alors qu’elle enseigne sur l’île de Johns de 1916 à 1919. Il n'y a pas de section représentant la NAACP là-bas, mais une réunion se tient au cours de laquelle divers prédicateurs viennent parler de la NAACP et de ses actions. La surintendante de la NAACP est présente pour percevoir les cotisations et c'est à ce moment-là qu'elle  décide de se joindre à l'organisation.   
En 1945, elle travaille avec Thurgood Marshall sur l'obtention de salaires égaux pour les enseignants blancs et noirs sous la direction de la NAACP à Columbia, en Caroline du Sud. Elle termine son Bachelor of Arts au Benedict College de Columbia, et poursuit ses études à l'université Columbia de New York et à l'Atlanta's Clark College (devenu en 1988 la Clark Atlanta University (en)). Le niveau et la qualité de l'éducation qu'elle reçoit est typiquement ce qui est requis des administrateurs de la Booker T. Washington High School (en) qui recrutait des enseignants hautement qualifiés dans tout le pays.  

### Université Columbia et leadership de la NAACP
Durant les étés, Septima Clark commence ses études à l'université Columbia de New York et à l'université d'Atlanta en Géorgie avec W. E. B. Du Bois, figure emblématique du mouvement pour l'égalité des droits civiques.  
Entre 1942 et 1945, elle obtient un Bachelor of Arts (licence) au Benedict College et un Master of Arts (mastère 2) du Hampton Institute (maintenant l'université de Hampton). Tout en obtenant son bachelor, elle suit des cours le matin, enseigne de midi à cinq heures de l'après-midi et suit davantage de cours le soir. Elle gagne 62,50 $ par mois à l'université et chaque été elle se rend dans le Maine pour gagner plus d'argent. La NAACP de Columbia, en Caroline du Sud, compte environ 800 membres et tous sont noirs. Le plus gros impact de la NAACP lors de son séjour à Columbia est le parrainage d'un procès qui a permis d'égaliser les salaires des enseignants. C'est une énorme victoire pour le NAACP.  
En 1947, Septima Clark retourne à Charleston pour prendre soin de sa mère qui a eu un accident vasculaire cérébral. Tout en s'occupant de sa mère, le rôle d'éducatrice et de militante de Clark ne s'estompe pas. Pendant cette période, elle enseigne dans les écoles publiques de Charleston, est active au sein de la YWCA et présidente du comité des membres du NAACP de Charleston. La YWCA est l’une des rares organisations interraciales à Charleston. Il y a des branches noires et blanches.  

### Cours d'alphabétisation de la Highlander Folk School

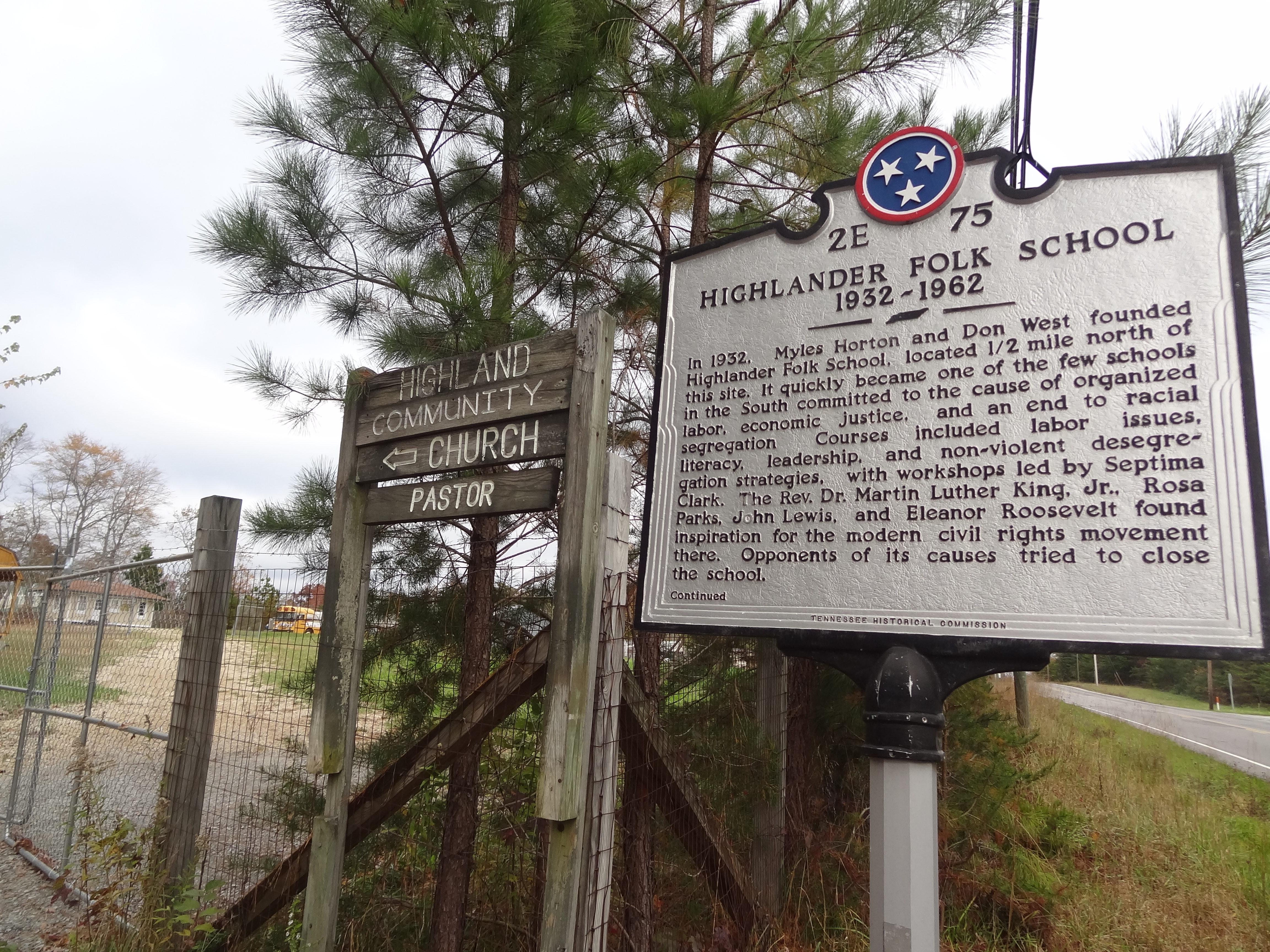
Higlander Folk School

À partir de 1957, Septima Poinsette Clark est active au sein du Highlander Research and Education Center (en) à Monteagle, dans le Tennessee. Elle assiste d'abord à un atelier là-bas en 1954. Myles Horton (en), le cofondateur de Highlander, l'engage rapidement  comme directrice d'ateliers à temps plein. Peu de temps après, elle donne des cours d'alphabétisation en s'inspirant de son expérience à John's Island : « Dans un atelier comprimé sur une semaine, Clark promet de transformer les métayers et les autres Noirs non scolarisés en électeurs potentiels ». Highlander est l'une des rares écoles interraciales du Sud à l'époque et Clark y prospère en tant qu'enseignante. Après avoir été licenciée et mal acceptée dans sa ville natale, Clark a apprécié la communauté présente à Highlander. 
En 1959, alors qu'elle enseigne à Highlander, elle est arrêtée pour « possession de whisky ». Toutefois, ces accusations sont abandonnées par la suite et considérées comme fausses . 
Septima Poinsette Clark et sa cousine, Bernice Robinson, élargissent et étendent le programme d'alphabétisation. Elles enseignent aux étudiants et étudiantes comment répondre aux examens du permis de conduire, comment remplir les formulaires d'inscription pour devenir électeur, les bons de commande par correspondance de Sears et comment signer les chèques. Septima Clark en tant que directrice des ateliers chez Highlander recrute des enseignants/enseignantes et des étudiants/ étudiantes. Rosa Parks est l'une des participantes à ses ateliers. Quelques mois après avoir participé aux ateliers, Rosa Parks lance le boycott des bus de Montgomery. De nombreuses autres femmes qui ont pris part à ce boycott avaient reçu l'enseignement de Septima Clark. Après avoir constaté son succès, Ella Baker se rend à Highlander en tant que représentante de SCLC pour déterminer si le programme de Septima Clark peut être intégré à la Croisade pour la citoyenneté de SCLC. 

### La propagation des écoles de citoyenneté
Septima Poinsette Clark est aussi connue pour avoir mis en place des « écoles de la citoyenneté » où elle enseigne la lecture à des adultes du Grand Sud, dans l’espoir de perpétuer une tradition. La création d'écoles de citoyenneté s'est développée à partir des cours d'alphabétisation des adultes dispensés par Septima Clark tout au long de l'entre-deux-guerres. Bien que le projet ait permis d’alphabétiser, il a également permis de renforcer les capacités et le savoir des communautés noires. Son approche pédagogique est très spécifique pour s'assurer que ses étudiants se sentent investis dans ce qu'ils et elles apprennent. Elle établit un lien entre la politique du mouvement et les besoins de la population. Elle enseigne non seulement l'alphabétisation, mais aussi les droits civiques. Les objectifs de Clark pour les écoles sont de développer la fierté personnelle, la fierté culturelle, l'alphabétisation et le sens des droits citoyens. Elle recrute dans les communautés rurales pour s'impliquer dans le mouvement. Les cours de citoyenneté sont souvent enseignés dans l'arrière-boutique d'un magasin pour échapper à la violence du racisme des Blancs.  
Les personnes qui enseignent sont souvent des personnes qui avaient également appris à lire à l'âge adulte, l'un des principaux objectifs des écoles de citoyenneté étant de former davantage de responsables locaux pour les mouvements populaires. Apprendre à lire aux gens aide non seulement d'innombrables Sudistes noirs à revendiquer le droit de vote, mais cela forme aussi des dirigeants à travers le pays qui contribuent à promouvoir le mouvement des droits civiques longtemps après 1964. Les écoles de citoyenneté ne sont qu'un exemple de la stratégie d'autonomisation des leaders en développement qui était au cœur du mouvement des droits civiques dans le Sud. Les écoles de citoyenneté sont également perçues comme une forme de soutien à Martin Luther King, Jr. dans le mouvement non-violent pour les droits civiques.  
Le projet répond à la législation des États du Sud qui exige l’alphabétisation et la capacité d’interprétation de diverses parties de la constitution américaine pour pouvoir s’inscrire et voter. Ces lois sont souvent utilisées pour priver les citoyens noirs de leurs droits. Les écoles de citoyenneté sont basées sur les programmes d'alphabétisation pour adultes développés par Clark et Robinson à Highlander. Elles nécessitent une semaine de formation dans le cadre d'un programme conçu par Clark. 
Les écoles de leadership s'étendent finalement  à un certain nombre d'États du Sud. Elles deviennent si nombreuses que, sur la recommandation de Myles Horton et Septima Clark, le programme est transféré à la Conférence du leadership chrétien du Sud (SCLC), en 1961, bien que Martin Luther King hésite au début.  Le transfert du programme au SCLC résulte également de problèmes financiers à la Highlander Folk School au Tennessee. Avec le budget accru du SCLC, le projet d'école de citoyenneté forme plus de 10 000 enseignants d'école de citoyenneté qui dirigent des écoles de citoyenneté dans tout le Sud, ce qui représente un effort d'éducation populaire à grande échelle enseigné à plus de 25 000 personnes. En 1958, 37 adultes réussissent le test d'inscription des électeurs à la suite de la première session des écoles communautaires. Avant 1969, environ 700 000 Afro-Américains se sont inscrits sur les listes électorales grâce au dévouement de Septima Clark au mouvement. Elle a acquis une notoriété nationale en devenant la directrice de l'éducation et de l'enseignement du SCLC. Andrew Young, qui avait rejoint Highlander l'année précédente pour travailler avec les écoles de la citoyenneté, a également rejoint le personnel du SCLC.  Le personnel du SCLC des écoles de citoyenneté était principalement composé de femmes, résultat de l'expérience quotidienne acquise en devenant enseignante. Septima Clark, tout comme Ella Baker, luttait contre le sexisme au sein même du SCLC. Ralph Abernathy par exemple s'est opposé à elle, comme l'a dit Septima Clark : « Je me souviens du révérend Abernathy demandant à plusieurs reprises, pourquoi Septima Clark faisait-elle partie du conseil exécutif de la Southern Christian Leadership Conference ? Et le Dr King disait toujours : "C’est elle qui a proposé cette éducation à la citoyenneté qui nous apporte non seulement de l’argent, mais également un grand nombre de personnes qui vont s’inscrire et voter" Et il a demandé cela plusieurs fois. Il était difficile pour lui de voir une femme dans cet organe exécutif ». Septima Poinsette Clark a affirmé que le traitement inéquitable des femmes était « l'une des plus grandes faiblesses du mouvement des droits civiques ». 

### Autres services civiques
Au cours de sa carrière, elle travaille également avec la Tuberculosis Association et le Charleston Health Department. Elle est aussi une membre active de la sororité Alpha Kappa Alpha. Septima Poinsette Clark cesse son travail actif au SCLC en 1970.  

### Archives
Les archives de Septima Poinsette Clark sont déposées et consultables à la bibliothèque de l'Avery Research Center for African American History and Culture (en).

### Citations
« The greatest evil in our country today is not racism, but ignorance / Le plus grand fléau de notre pays aujourd'hui, ce n'est pas le racisme, mais l'ignorance »

### Vie privée
Elle épouse le 5 mai 1920 Nerie David Clark, un cuisinier de la marine natif de la Caroline du Nord, le couple  a deux enfants, une fille, Victoria, et un fils Nerie, Jr.. Leur mariage cause une rupture dans les relations entre Septima et sa mère Victoria, qui estime que toute personne étrangère à la Caroline du Sud était suspecte. Le mariage n'est pas heureux, et la mésentente du couple s'amplifie lorsque leur premier enfant, Victoria Clark, décède au bout de trois semaines. Septima Clark voit cette perte comme une punition causée par le fait d'avoir désobéi à sa mère. Nerie David Clark la quitte en 1924, avant la naissance de leur deuxième enfant, puis il décède la même année des suites d'une insuffisance rénale.
Se trouvant seule et ne pouvant subvenir aux besoins de son fils Nerie Jr. avec son salaire, elle l'envoie en 1935 chez sa grand-mère paternelle à Hickory, en Caroline du Nord, où il a passé la majeure partie de son enfance.
Septima Clark repose au cimetière de la Old Bethel United Methodist Church (en) à Charleston dans l'état de la Caroline du Sud.

## Prix, distinctions et hommages
- 1970 : lauréate du Martin Luther King, Jr. Award, décerné par la Conférence du leadership chrétien du Sud[3]
- 1976 : lauréate du Race Relations Award, décerné par la National Education Association[3]
- 1976 : élévation à la distinction du titre de docteur honoris causa par le College of Charleston (en)[3]
- 1979 : lauréate du Living Legacy Award, décerné par le président Jimmy Carter[20]
- 1982 : lauréate de l'Order of the Palmetto (en), décerné par le gouverneur de la Caroline du Sud[3]
- 1987 : lauréate de l'American Book Award, décerné par  la Before Columbus Foundation (en) pour ses récits édités sous le titre Ready from Within[21].

## Autobiographies
- (en) Septima Poinsette Clark et Legette Blythe, Echo in My Soul, E. P. Dutton & Co, 1962,
- (en) Septima Poinsette Clark et Cynthia Stokes Brown, Ready from Within : Septima Clark and the Civil Rights Movement, Africa Research and Publications, 1er avril 1990.